# Buenaventura Báez
Buenaventura Báez Méndez (14 luglio 1812 – 14 marzo 1884) è stato un politico dominicano.
È stato per cinque volte non consecutive Presidente della Repubblica Dominicana, negli anni 1849-1878.